# Triton (fabeldier)
De triton is een fabeldier, een watermonster dat zo zwaar was, dat hij schepen water liet maken, als hij 's nachts op één zijde ging zitten. Er zou vroeger een triton in Rome tentoongesteld zijn. Het dier had de neus, oren, mond en handen van een man, maar zijn lijf was ruw en geschubd en had een staart in plaats van voeten. 
De niet bestaande monniksvis en bisschopsvis zouden van de triton afstammen.
Zie ook: Triton (mythologie)